# Wilson Piazza
Wilson da Silva Piazza (Ribeirão das Neves, 25 de fevereiro de 1943) é um ex-futebolista brasileiro que atuava como volante ou zagueiro.

## Carreira
Quando garoto, em Ribeirão das Neves, tinha simpatia pelo Villa Nova, de Nova Lima, mas foi no Cruzeiro que Piazza viveu os mais áureos anos de sua carreira.
Começou a dar os primeiros chutes no início da década de 1960 no Renascença, clube de futebol amador de Belo Horizonte (que também revelou Procópio Cardoso e Hilton Oliveira), onde conquistou um campeonato local, em 1962. Em função da contusão do atleta Ilton Chaves, o jovem teve a sua oportunidade no Cruzeiro, sendo contratado junto ao Renascença em 1963, aos 20 anos de idade. E não a desperdiçou. Líder nato que era, Piazza recebeu, três anos depois, as bênçãos e a braçadeira de capitão de Carmine Furletti, o então vice-presidente do clube celeste. Foi o maior capitão da história do Cruzeiro: liderou o grupo estrelado por dez anos consecutivos, de 1966 a 1976.
Piazza era conhecido por sair de campo com a camisa ensopada, pois sempre estava em todas as jogadas ofensivas do adversário, pronto a roubar a bola e a servir Tostão e Dirceu Lopes. Ele conta que ficava incomodado quando saia de campo após atuar improvisado na defesa, pois por ali não molhava a camisa toda, só a parte frontal - a posição de zagueiro não lhe permitia correr atrás da bola, mas apenas tomar conta de um pedaço restrito do campo. Ao lado de Natal, Tostão, Dirceu Lopes, Raul Plassmann e todo o famoso esquadrão celeste das décadas de 1960 e 1970, Piazza fez parte do imbatível Cruzeiro campeão da Taça Brasil de 1966, pentacampeão mineiro entre 1965 e 1969 e campeão da Copa Libertadores da América de 1976 contra o River Plate.
Piazza era soberano na sua posição de volante: desarmava com facilidade e era um implacável e leal marcador - que o diria Pelé. Nos confrontos entre Cruzeiro e Santos, o camisa 5 era tranquilo e infalível - e letal.
Uma das maiores partidas de Piazza com a camisa azul, se não a maior, foi o jogo contra o Santos em 1966. O time celeste, formado por garotos, enfrentava o poderoso Santos de Pelé e já vencia por 1–0. De repente, um lance mágico na partida: Pelé recuou até o meio-campo pedindo a bola, recebeu e, ao sentir o marcador se aproximar, girou o corpo em um drible que o marcou na carreira, por geralmente deixar seus marcadores humilhados. Pelé, todavia, mal conseguiu ver o eficiente capitão Piazza, que passou sem praticamente tocá-lo, levando consigo a bola e puxando o contra-ataque. O maior jogador de todos os tempos ficou parado, observando o volante azul se distanciar, sem ao menos esboçar alguma reação, tal era a surpresa de encontrar um marcador tão limpo, que jogava com tamanha categoria e eficiência e que ainda desarmava magnificamente. Piazza avançou com a redonda e saiu jogando para Dirceu Lopes, que comandou, junto com Tostão, o show do Cruzeiro.
Como começou a carreira no ataque, Piazza tinha facilidade nas finalizações: marcou 40 gols com a camisa celeste. Isto sem contar seu espírito de liderança e organização, que lhe valeram três convocações para a Seleção Brasileira, entre elas, a inesquecível seleção de 1970, na conquista do tricampeonato mundial. Polivalente que era, Piazza jogou como um quarto zagueiro e, ao lado de Brito, não fez feio com a camisa canarinha. Levantou a taça do tricampeonato.

## Vida pessoal
Atualmente, Piazza é presidente da Federação das Associações de Atletas Profissionais (FAAP).

## Títulos
Cruzeiro
Títulos oficiais:
- Campeonato Mineiro: 1965, 1966, 1967, 1968, 1969, 1972, 1973, 1974, 1975 e 1977
- Campeonato Brasileiro: 1966
- Torneio Início de Minas Gerais: 1966
- Taça Minas Gerais: 1973
- Copa Libertadores da América: 1976

Títulos não-oficiais:
- Torneio de Barbacena (Minas Gerais): 1964
- Taça Guilherme de Oliveira (Distrito Federal): 1964
- Torneio Natalino Triginelli (Minas Gerais): 1965
- Torneio do Bispo (Minas Gerais): 1965
- Torneio Mário Coutinho (Minas Gerais): 1965
- Torneio de Barbacena (Minas Gerais): 1965
- Taça Rio Branco (Uruguai): 1966
- Torneio Quadrangular (Brasil): 1966
- Torneio do México: 1967
- Torneio José Guilherme: 1970
- Troféu Triangular de Caracas (Venezuela): 1970
- Torneio 11 de Outubro (Panamá): 1971
- Torneio do Governador (Bahia): 1971
- Torneio Tailândia: 1972
- Taça Miller (Estados Unidos): 1972
- Torneio Hong Kong (China): 1972
- Torneio de Djacarta (Indonésia): 1972

Seleção Brasileira
- Copa do Mundo FIFA: 1970

### Prêmios individuais
- Bola de Prata da revista Placar: 1972
- Craque do time das estrelas da Copa do Mundo: 1970